# Albert Torres
Albert Torres Barceló (ur. 26 kwietnia 1990 w Ciutadella de Menorca) – hiszpański kolarz torowy i szosowy, wielokrotny medalista torowych mistrzostw świata i Europy.

## Kariera
Pierwszy sukces w karierze Albert Torres osiągnął w 2007 roku, kiedy zdobył złoty medal w indywidualnym wyścigu na dochodzenie podczas torowych mistrzostw Europy juniorów. Rok później był drugi w wyścigu punktowym, a w latach 2011-2012 zdobył trzy medale w kategorii U-23. W 2012 roku wystartował na igrzyskach olimpijskich w Londynie, gdzie wspólnie z kolegami z reprezentacji zajął szóstą pozycję w drużynowym wyścigu na dochodzenie. Pierwszy medal wśród seniorów wywalczył na torowych mistrzostwach świata w Mińsku w 2013 roku, gdzie razem z Davidem Muntanerem zdobył srebrny medal w madisonie. Wspólnie z Muntanerem wywalczył też srebrny medal na mistrzostwach Europy w Apeldoorn w 2013 roku oraz złoty na mistrzostwach świata w Cali rok później. Kolejny medal zdobył na mistrzostwach świata w Londynie w 2016 roku, razem z Sebastiánem Morą zajmując trzecie miejsce w madisonie. Startuje także w wyścigach szosowych, jest między innymi trzykrotnym mistrzem kraju w różnych kategoriach wiekowych.